# كورنيل فيروتا
كورنيل فروتا (مواليد 21 أغسطس 1975) هو دبلوماسي روماني. شغل منصب المدير العام بالنيابة للوكالة الدولية للطاقة الذرية (IAEA) في فيينا من 25 يوليو 2019 حتى ديسمبر 2019. 